# هارولد کوک
هارولد کوک (انگلیسی: Harold Cooke؛ ۱۸۹۵ – ۱۹۶۶) بازیکن هاکی روی چمن بریتانیایی بود.
از افتخارات او میتوان به کسب مدال طلا هاکی روی چمن در بازی‌های المپیک تابستانی ۱۹۲۰ اشاره کرد.